# Vivier-au-Court
 Vivier-au-Court  es una población y comuna francesa, en la región de Champaña-Ardenas, departamento de Ardenas, en el distrito de Charleville-Mézières y cantón de Villers-Semeuse.

## Demografía
| 2491 | 3121 | 3137 | 3472 | 3488 | 3298 |
| Para los censos de 1962 a 1999 la población legal corresponde a la población sin duplicidades (Fuente: INSEE [Consultar]) |      |      |      |      |      |